# Nicholson (Pensilvania)
Nicholson es un borough ubicado en el condado de Wyoming en el estado estadounidense de Pensilvania. En el año 2000 tenía una población de 713 habitantes y una densidad poblacional de 222,7 personas por km².

## Geografía
Nicholson se encuentra ubicado en las coordenadas 41°37′30″N 75°46′59″O / 41.62500, -75.78306.

## Demografía
Según la Oficina del Censo en 2000 los ingresos medios por hogar en la localidad eran de $33 603 y los ingresos medios por familia eran $37 167. Los hombres tenían unos ingresos medios de $31 250 frente a los $22 500 para las mujeres. La renta per cápita para la localidad era de $15 423. Alrededor del 9,6% de la población estaba por debajo del umbral de pobreza.